# Таволжанка (Острогожский район)
Таволжа́нка — посёлок в Острогожском районе Воронежской области.
Входит в состав Криниченского сельского поселения.

## Население
| 2000 | 2005 | 2010 |
| ---- | ---- | ---- |
| 30   | ↗33  | ↗37  |

## Улицы
В посёлке имеется две улицы — Луговая и Трудовая.